# Jean-Jacques Milteau

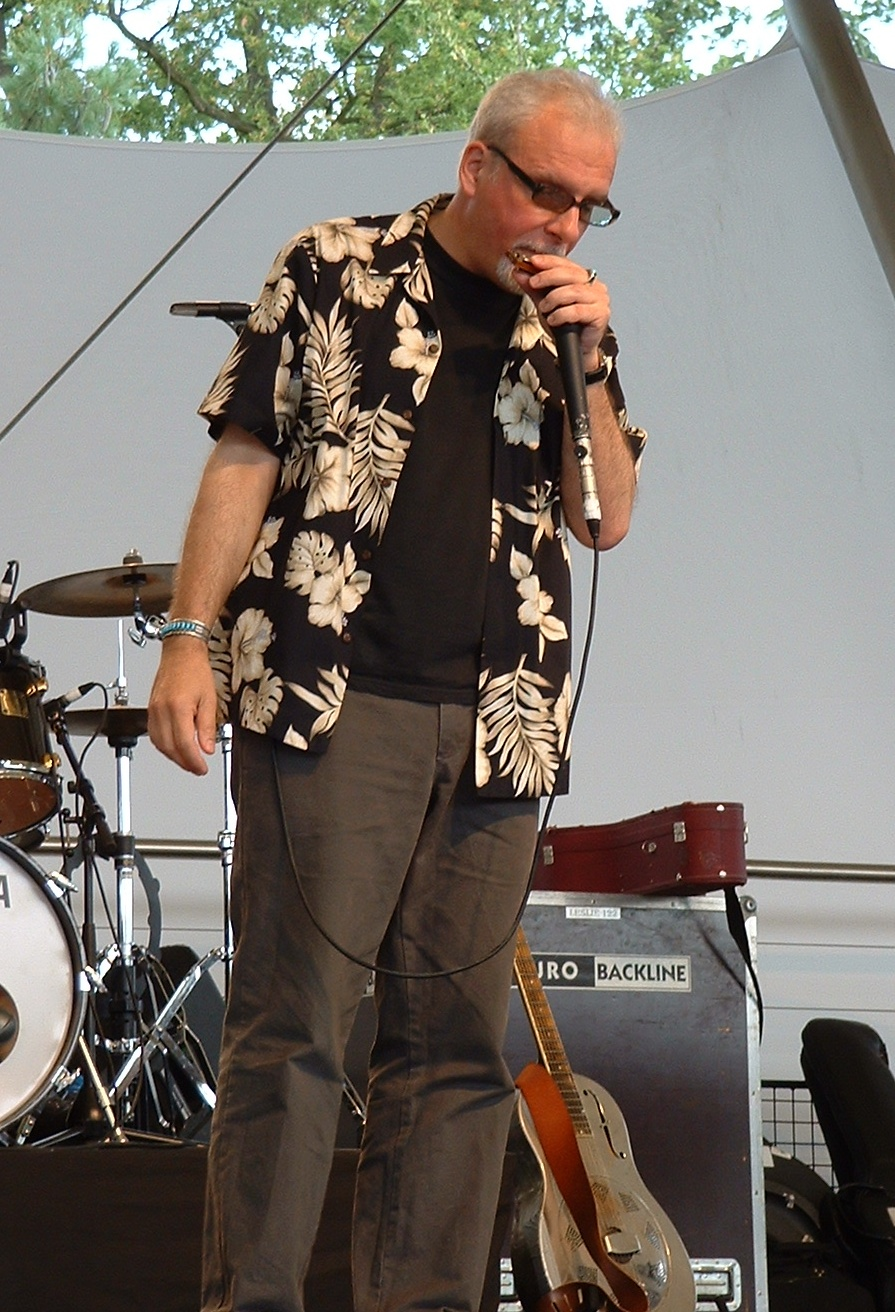
JJ Milteau

Jean-Jacques Milteau (nació el 17 de abril de 1950 en París) es un intérprete de armónica de blues, cantante y compositor francés.

## Carrera
Milteau se interesó en la armónica en los años sesenta cuando escuchó música folk y rock (como Bob Dylan y The Rolling Stones). Él ha tocado con cantantes franceses como Yves Montand, Eddy Mitchell, Jean-Jacques Goldman, Maxime Le Forestier, Barbara, y Charles Aznavour en varios estilos, desde blues a jazz.
En 1989, grabó su primer álbum como solista, llamado Blues Harp, recorriendo el mundo en un tour que realizó con Manu Galvin y su guitarra, además de otros músicos invitados como Mighty Mo Rodgers y Demi Evans.

## Premios
- 2001 : Mejor álbum de Blues Memphis

## Discografía
- 1989: Blues Harp
- 1991: Explorer
- 1992: Le grand blues band et J.J. Milteau
- 1993: Live
- 1995: Routes
- 1996: Merci d'être venus
- 1998: Blues live
- 1999: Bastille blues
- 2000: Honky Tonk blues (live)
- 2001: Memphis con Little Milton y Mighty Sam McClain.
- 2003: Blue 3rd con Gil Scott-Heron, Terry Callier, N’Dambi, Howard Johnson.
- 2006: Fragile
- 2007: Live, hot n'blues (Universal) con Demi Evans y Andrew Jones.
- 2008: Soul Conversation con Michael Robinson and Ron Smyth.